# Hugo van Krieken

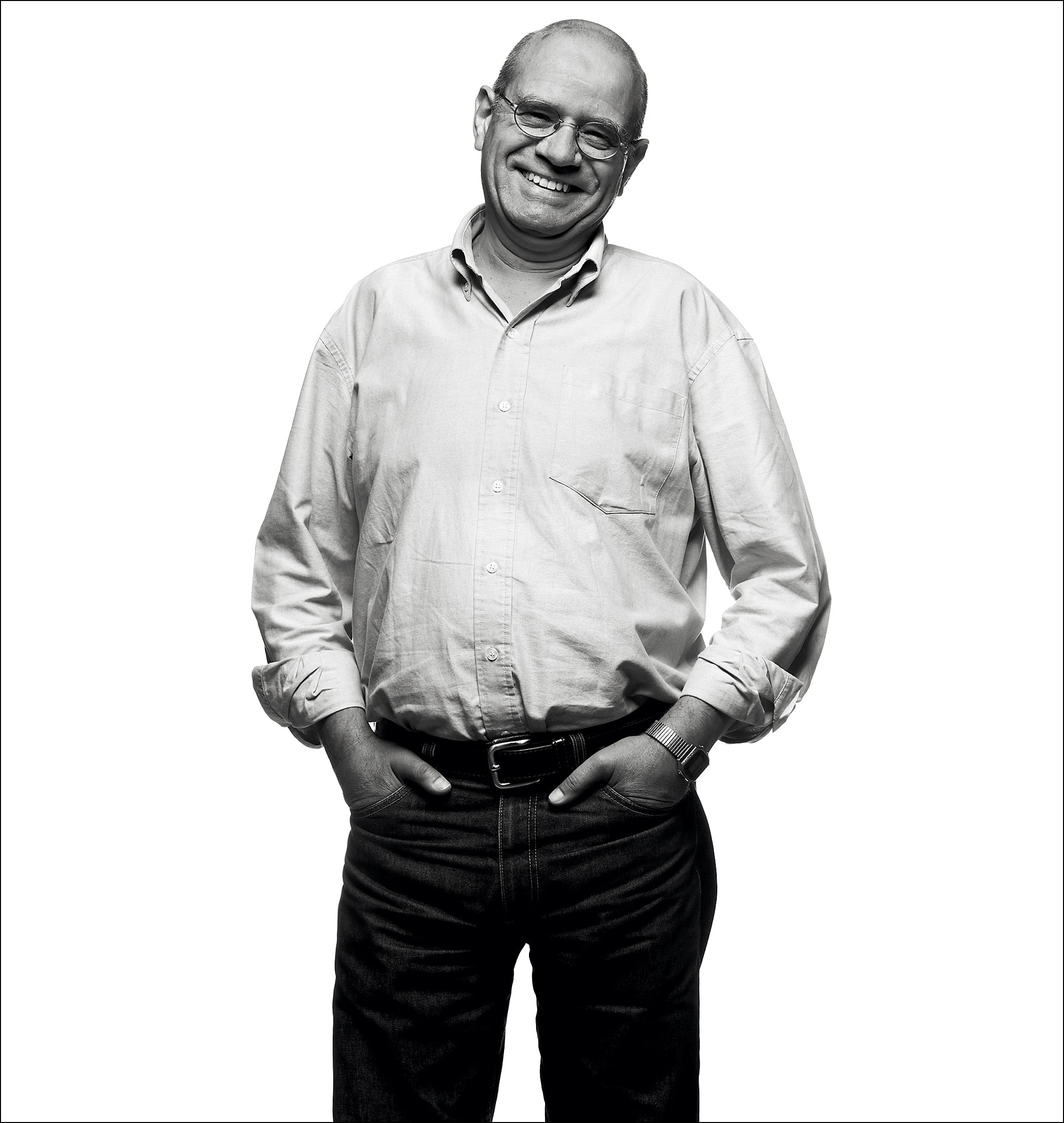
Hugo van Krieken

Hugo van Krieken (Rotterdam, 7 april 1951 - Imlil (Marokko), 5 augustus 2009) was een Nederlands radiopresentator.
Van Krieken overleed onverwachts op 58-jarige leeftijd tijdens zijn vakantie.

## Carrière
Hugo van Krieken begon zijn loopbaan, na de School voor Journalistiek te hebben voltooid, in Londen. Eerst als vertaler van Engels materiaal voor Nederlandstalige kranten, later als freelance schrijver voor onder andere de Haagse Post, weer terug in Rotterdam. Sinds 1974 werkte hij ook voor de VPRO radio en maakte daarna tevens programma's voor de VARA, KRO, NOS, IKON en Teleac.
In de eerste helft van de jaren 90 maakte hij het programma Appels én peren; de voorloper van Over de schutting, dat sinds januari 2004 op Radio 1 door de VARA wordt uitgezonden en door Van Krieken tot enkele weken voor zijn dood ook samengesteld en gepresenteerd.